# Maurice Verdonck
Mauritius Augustus Verdonck, detto Maurice (Gand, 21 aprile 1879 – Gentbrugge, 1º marzo 1968), è stato un canottiere belga. Con la Royal Club Nautique de Gand, partecipò alle Olimpiadi di Parigi 1900 nella gara di Otto dove conquistò la medaglia d'argento.

## Palmarès
| Anno | Manifestazione | Sede   | Evento | Risultato | Note |
| ---- | -------------- | ------ | ------ | --------- | ---- |
| 1900 | Olimpiadi      | Parigi | Otto   | Argento   |      |